# Nicolás Massú
Nicolás Alejandro Massú Fried (Viña del Mar, 10 de outubro de 1979) é um ex-tenista profissional chileno.
Foi vencedor dos Jogos Olímpicos de Verão de 2004. No seu primeiro jogo das Olimpíadas eliminou o brasileiro Gustavo Kuerten. Além de vencer nas simples, venceu nas duplas com seu compatriota Fernando González, vencedor da medalha de bronze nos mesmos jogos olímpicos. Ele é até hoje o único tenista masculino na era aberta a conquistar a medalha de ouro em simples e em duplas numa mesma Olimpíada. Ele é também o detentor das 2 únicas medalhas de ouro do Chile na história dos Jogos Olímpicos.
Em 2003 foi vice em Madrid Masters. No ano 2006 venceu o Brasil Open de Tênis, sendo este o seu melhor resultado desde as Olimpíadas de 2004. depois desse tempo de conquistas, o atleta alternou torneios ATPs e Challenger e ostenta um ranking entre Top 100-200, Massú era um especialista em saibro, porém, comprovou que seu único título em piso duro, foi na inspirada semana olímpica de Atenas 2004.

## Olimpíadas

### Simples: 1 (1–0)
| Resultado | Ano  | Campeonato | Piso | Oponente   | Placar                  |
| --------- | ---- | ---------- | ---- | ---------- | ----------------------- |
| Ouro      | 2004 | Atenas     | Duro | Mardy Fish | 6–3, 3–6, 2–6, 6–3, 6–4 |

### Duplas: 1 (1–0)
| Resultado | Ano  | Campeonato | Piso | Parceiro          | Oponentes                       | Placar                       |
| --------- | ---- | ---------- | ---- | ----------------- | ------------------------------- | ---------------------------- |
| Ouro      | 2004 | Atenas     | Duro | Fernando González | Nicolas Kiefer Rainer Schüttler | 6–2, 4–6, 3–6, 7–6(9–7), 6–4 |

## Masters Series finais

### Simples: 1 (0–1)
| Resultado | Ano  | Campeonato                     | Piso     | Oponente            | Placar        |
| --------- | ---- | ------------------------------ | -------- | ------------------- | ------------- |
| Vice      | 2003 | Mutua Madrileña Masters Madrid | Duro (i) | Juan Carlos Ferrero | 3–6, 4–6, 3–6 |

## ATP finais

### Simples: 15 (6–9)
| Legenda                             |
| ----------------------------------- |
| Grand Slam (0–0)                    |
| ATP World Tour Finals (0–0)         |
| Olympic Gold (1–0)                  |
| ATP Masters Series (0–1)            |
| ATP International Series Gold (1–1) |
| ATP Tour (4–7)                      |

| Títulos por Piso |
| ---------------- |
| Duro (1–2)       |
| Saibro (5–7)     |
| Grama (0–0)      |
| Carpete (0–0)    |

| Resultado | N. | Data                    | Campeonato              | Piso     | Oponente            | Placar                  |
| --------- | -- | ----------------------- | ----------------------- | -------- | ------------------- | ----------------------- |
| Vice      | 1. | 7 de maio de 2000       | Orlando, EUA            | Saibro   | Fernando González   | 2–6, 3–6                |
| Vice      | 2. | 7 de janeiro de 2001    | Adelaide, Austrália     | Duro     | Tommy Haas          | 3–6, 1–6                |
| Campeão   | 1. | 24 de fevereiro de 2002 | Buenos Aires, Argentina | Saibro   | Agustín Calleri     | 2–6, 7–6(7–5), 6–2      |
| Campeão   | 2. | 20 de julho de 2003     | Amersfoort, Holanda     | Saibro   | Raemon Sluiter      | 6–4, 7–6(7–3), 6–2      |
| Vice      | 3. | 27 de julho de 2003     | Kitzbühel, Áustria      | Saibro   | Guillermo Coria     | 1–6, 4–6, 2–6           |
| Vice      | 4. | 14 de setembro de 2003  | Bucareste, Romênia      | Saibro   | David Sánchez       | 2–6, 2–6                |
| Campeão   | 3. | 28 de setembro de 2003  | Palermo, Itália         | Saibro   | Paul-Henri Mathieu  | 1–6, 6–2, 7–6(7–0)      |
| Vice      | 5. | 19 de outubro de 2003   | Masters Madrid, Espanha | Duro (i) | Juan Carlos Ferrero | 3–6, 4–6, 3–6           |
| Campeão   | 4. | 25 de julho de 2004     | Kitzbühel, Áustria      | Clay     | Gastón Gaudio       | 7–6(7–3), 6–4           |
| Campeão   | 5. | 22 de agosto de 2004    | Atenas                  | Duro     | Mardy Fish          | 6–3, 3–6, 2–6, 6–3, 6–4 |
| Vice      | 6. | 5 de fevereiro de 2006  | Viña del Mar, Chile     | Saibro   | José Acasuso        | 4–6, 3–6                |
| Campeão   | 6. | 26 de fevereiro de 2006 | Costa do Sauípe, Brasil | Saibro   | Alberto Martín      | 6–3, 6–4                |
| Vice      | 7. | 30 de abril de 2006     | Casablanca, Marrocos    | Saibro   | Daniele Bracciali   | 1–6, 4–6                |
| Vice      | 8. | 23 de julho de 2006     | Amersfoort, Holanda     | Saibro   | Novak Djokovic      | 6–7(5–7), 4–6           |
| Vice      | 9. | 4 de fevereiro de 2007  | Viña del Mar, Chile     | Saibro   | Luis Horna          | 5–7, 3–6                |

### Duplas: 3 (1–2)
| Legenda                             |
| ----------------------------------- |
| Grand Slam (0–0)                    |
| ATP World Tour Finals (0–0)         |
| Olimpíadas (1–0)                    |
| ATP Masters Series (0–0)            |
| ATP International Series Gold (0–1) |
| ATP Tour (0–1)                      |

| Títulos por Piso |
| ---------------- |
| Duro (1–0)       |
| Saibro (0–2)     |
| Grama (0–0)      |
| Carpete (0–0)    |

| Resultado | N. | Data                 | Campeonato          | Piso   | Parceiro           | Oponente                        | Placar                       |
| --------- | -- | -------------------- | ------------------- | ------ | ------------------ | ------------------------------- | ---------------------------- |
| Vice      | 1. | 7 de março de 2004   | Acapulco, México    | Saibro | Juan Ignacio Chela | Bob Bryan Mike Bryan            | 2–6, 3–6                     |
| Campeão   | 1. | 21 de agosto de 2004 | Atenas              | Duro   | Fernando González  | Nicolas Kiefer Rainer Schüttler | 6–2, 4–6, 3–6, 7–6(9–7), 6–4 |
| Vice      | 2. | 24 de julho de 2005  | Amersfoort, Holanda | Saibro | Fernando González  | Martín García Luis Horna        | 4–6, 4–6                     |